# Dave Simpson (Fußballspieler)
Dave Simpson (* 11. Januar 1983 in Toronto, Ontario als David Anthony Simpson Knight) ist ein ehemaliger kanadischer Fußballspieler auf der Position eines Mittelfeld- und Flügelspielers, der auch als Stürmer eingesetzt werden kann. Aufgrund einer Erkrankung an der sehr selten auftretenden Makuladegeneration Morbus Stargardt, die Ende Dezember 2010 an ihm diagnostiziert wurde, trat er weitgehend aus dem Fußballbereich zurück und gilt seitdem als semi-retired (halbpensioniert). Nach einer Karriere in sieben verschiedenen Ländern, wo er zumeist nur sporadisch auf Profiebene zum Einsatz kam, wechselte der Offensiv-Allrounder 2011 auf Amateurbasis zum neugegründeten Mississauga Eagles FC mit Spielbetrieb in der Canadian Soccer League.

## Vereinskarriere

### Karrierebeginn in Kanada und Wechsel nach Deutschland
Wie zahlreiche andere Spieler, begann auch der im Jahre 1983 in Toronto, Ontario geborene Dave Simpson seine aktive Karriere beim erfolgreichen Ausbildungsverein North Scarborough Soccer Club, kurz NSSC. 1997 fiel er beim Welsh International Super Cup internationalen Beobachtern auf, was ihm ein Probetraining beim FC Southampton verschaffte.
Beim NSSC blieb er noch bis zu seinem 17. Lebensjahr, parallel dazu war er auch beim Erin Mills SC und der zum Teil angeschlossenen Professional Soccer Academy (PSA) in Toronto aktiv. Durch die PSA schaffte Simpson den Sprung in den internationalen Fußball. So kam er im Jahre 2001 mit einem Team nach Stuttgart. Dort wurde er von Scouts des VfB Stuttgart entdeckt, die den jungen Kanadier, der durch seine Eltern barbadischer Abstammung ist, als Nachwuchsspieler unter Vertrag nahmen. Dabei überzeugte er zuvor bei einem Trainings- bzw. Freundschaftsspiel auch den VfB-Stuttgart-Trainer, der ihn kurzerhand für eine Hälfte in seinem Team mitspielen ließ.

### Langsamer Durchbruch im Profifußball
Im Jahre 2002 wurde der zu dieser Zeit zumeist noch als Stürmer eingesetzte Simpson vom belgischen Verein Royal Antwerpen aufgenommen. Er musste den als Farmteam von Manchester United zu betrachtenden Klub aber bereits im Sommer wieder verlassen. Für das Spieljahr 2003 kehrte Simpson wieder in sein Geburtsland zurück und kam bei Hamilton Thunder in der Canadian Professional Soccer League zu seinen ersten regulären Einsätzen im Herrenfußball. Beim Team aus Hamilton, Ontario wurde er in elf Ligaspielen eingesetzt und brachte es auf vier Ligatreffer. In der Western Conference der Liga konnte er mit seinem Team den ersten Platz belegen, im anschließenden Play-off schied er mit der Mannschaft allerdings im Semifinale aus. Vertragsstreitigkeiten ließen ihn schließlich die komplette Saison 2004 versäumen, wobei er zum Teil privat weitertrainierte. 2005 folgte ein Wechsel zum Franchise Toronto Lynx in die damals noch als zweitklassig anzusehende USL First Division. Mit dieser Mannschaft landete er im Endklassement auf dem letzten Tabellenplatz. Er wurde dabei in 18 Meisterschaftspartien eingesetzt, in denen er drei Mal zum Torerfolg kam. Noch bevor die Mannschaft in die Spielzeit 2006 startete, verließ Simpson den Klub in Richtung Europa.

### Rückkehr nach Europa
Bei seinem bisherigen Karriereverlauf zum Teil überraschend schaffte er den Sprung in die höchste ungarische Spielklasse, wo er vom Lombard Pápa TFC unter Vertrag genommen wurde. Die Mannschaft stieg am Saisonende 2005/06 in die Zweite Liga ab. Simpson hatte es bis zu diesem Zeitpunkt auf 13 Ligaauftritte und einen Treffer gebracht. Zur Saison 2006/07 folgte ein Wechsel nach Tschechien zum Traditionsklub und Rekordmeister Sparta Prag. Nach drei Einsätzen in der drittklassig spielenden B-Mannschaft wurde er an den SK Kladno ausgeliehen, bei dem er regelmäßige Einsätze verzeichnen konnte und den elften Tabellenplatz belegte. Nach einer Gehirnerschütterung versäumte er mehrere Spiele. Nachdem er anfangs noch im offensiven Mittelfeld eingesetzt worden war, wechselte er seine Position schließlich und war danach vorwiegend im defensiven und im zentralen Mittelfeld im Einsatz.
Nach seiner Rückkehr nach Prag zum Ende der Spielzeit 2006/07 verlängerte er seinen Vertrag um weitere zwei Jahre. In der Spielzeit 2007/08 hatte er weitere Einsätze in der B-Mannschaft, ehe er zur Winterpause erneut auf Leihbasis abgegeben wurde. Diesmal folgte für den Kanadier ein Transfer zu SIAD Most, wo er zumeist von Beginn an eingesetzt wurde. Nach einem Autounfall fiel Simpson zwei Wochen aus und fand danach nicht mehr ins Team. In der Zwischenzeit wurde er mit dem englischen Fußballklub Nottingham Forest in Verbindung gebracht, bei dem er Anfang Mai 2008 einen Kurzaufenthalt verzeichnete. Im Herbst 2008 wechselte er wieder nach Ungarn zum Dunaújváros FC. Für den Klub absolvierte er noch einige Ligapartien in der zweiten Liga und war auch als Torschütze erfolgreich, ehe der Verein im März 2009 seinen Spielbetrieb vorzeitig einstellte und Simpson gezwungen war, einen neuerlichen Wechsel anzutreten. Innerhalb der NB II wechselte er zum DAC 1912 FC, bei dem er den Rest der Saison 2008/09 spielte und bei etwas mehr als einem Dutzend Einsätzen sechs Tore erzielte. Als er den Verein zum Ende der Spielzeit wieder verließ, absolvierte unter anderem ein Probetraining beim dänischen Klub Viborg FF, und war unter anderem bei Zinedine Zidanes Charity-Fußballtour Zidane & Friends in Vancouver im Einsatz.

### Wechsel nach Thailand und Abstieg in den Amateurfußball
Nach einer mehrmonatigen Vereinslosigkeit schloss sich der Kanadier im Sommer 2010 dem thailändischen Verein FC Chonburi an. Mit der Mannschaft konnte er den FA Cup des Jahres 2010 gewinnen. Kurze Zeit spielte er auch auf Leihbasis bei FC Samut Songkhram. Anfang 2011 wurde bei Simpson in seiner kanadischen Heimat die sehr selten auftretende Makuladegeneration Morbus Stargardt diagnostiziert. Aufgrund dieser Augenkrankheit trat er weitgehend aus dem Fußballbereich zurück und bestätigte bald darauf auch sein Semi-Retirement, also quasi seine Halbpensionierung als Fußballspieler. Dennoch wechselte er im Jahre 2011 zum neugegründeten Mississauga Eagles FC mit Spielbetrieb in der Canadian Soccer League. Der Verein ging vor allem aus einer Kooperation mit Simpsons ehemaligen Verein, dem Erin Mills SC, hervor. Bereits 2012 wechselte er zu Brantford Galaxy.

## Nationalmannschaft
Dave Simpson wurde erstmals am 11. April 2001 in einer kanadischen Jugendnationalauswahl in einem inoffiziellen Spiel gegen eine französische Auswahl aus Spielern des FC Lorient und von Stade Rennes eingesetzt. In dieser Begegnung war er über die volle Spieldauer im Einsatz.
Sein offizielles Länderspieldebüt gab Simpson schließlich Ende Juli/Anfang August 2003 beim US Soccer Festival in Houston, Texas. Dabei wurde er am 27. Juli 2003 beim 2:1-Sieg über die Alterskollegen von Honduras zur zweiten Halbzeit eingewechselt. Im weiteren Verlauf des Turniers folgten für den Offensiv-Allrounder drei weitere Einsätze (u. a. gegen die U-20-Auswahlen von El Salvador und den USA), und auch ein inoffizieller Einsatz gegen eine Auswahlmannschaft aus dem Osten der USA. Beim 3:0-Erfolg über die Auswahlmannschaft von El Salvador erzielte Simpson auch seinen ersten und einzigen Treffer für die Juniorennationalmannschaft Kanadas. Beim Torneo Mondialito, einem Jugendfußballturnier, absolvierte er am 19. Oktober 2003 bei einer 0:1-Niederlage gegen die paraguayische U-20-Nationalmannschaft sein letztes Spiel für eine Jugendauswahlmannschaft Kanadas.
Nach mehr als vierjähriger Abwesenheit wurde Simpson im Jahre 2008 erneut für sein Heimatland einberufen, diesmal für die A-Nationalmannschaft Kanadas. Dabei wurde er im Freundschaftsländerspiel gegen Martinique am 30. Januar 2008, einem knappen 1:0-Sieg, erstmals in der A-Nationalmannschaft seines Geburtslandes eingesetzt. In diesem Spiel wurde er in der 58. Spielminute für Charles Gbeke eingewechselt. Bereits kurz nach seinem Debütspiel wurde Simpson am 3. Februar 2008 in einer Begegnung gegen den Vejle BK vor knapp 100 Besuchern eingesetzt. Im inoffiziellen Spiel gegen den dänischen Klub kam der Offensivakteur abermals für den vorwiegend als Stürmer eingesetzten Gbeke zum Einsatz.

## Erfolge
- Gewinner des Welsh International Super Cups: 1997
- Torschützenkönig im Welsh International Super Cup 1997: 14 Tore in fünf Spielen
- Sieger der Western Conference der Canadian Professional Soccer League: 2003
- Thailändischer Pokalsieger: 2010